# José María Blanco White
José María Blanco y Crespo (Sevilla, 11 de julio de 1775-Liverpool, 20 de mayo de 1841), más conocido como José María Blanco White, fue un escritor español. Se estableció en el Reino Unido, donde se convirtió al protestantismo y escribió a favor del liberalismo.
Fue ordenado sacerdote católico en 1799. Se fue voluntariamente a Inglaterra en 1810, donde publicó el periódico El Español desde este año hasta 1814. Esta publicación fue muy crítica con la moderación de las Cortes de Cádiz españolas. En 1814 se hizo reverendo anglicano. Entre 1821 y 1822 escribió sus costumbristas y mordaces Cartas de España. También fue crítico literario y poeta. Publicó libros que cuestionaban el catolicismo. En 1834 abjuró del anglicanismo y se hizo unitarista.
Era hermano mayor del militar Fernando Blanco White (1786-1849).

## Orígenes familiares
El propio Blanco narra en su autobiografía que su bisabuelo paterno era un católico irlandés que, tras la victoria de Oliver Cromwell en 1690, tuvo que marcharse de Dublín a Waterford, donde fue comerciante.
Su abuelo, William White, nacido en 1689, Se trasladó con sus hermanos Thomas y Paul de Waterford a España. Thomas y Paul abrieron casas de comercio en Cádiz y Huelva, mientras que William se instaló en Sevilla antes de 1732, donde trabajó con su tío materno Philip Nangle, que había emigrado tiempo atrás. Cuando Philip murió sin hijos, William heredó su negocio. Obtuvo carta de hidalguía, dada por Felipe V en 1732.
Su abuelo se casó con Ana Andrea Morrogh, sevillana de nacimiento, pero de la estirpe de los reyes de Irlanda. Consta que solía firmar como Blanco White o como White Blanco aunque, en 1730, firmó simplemente con el nombre hispanizado de Guillermo Blanco.
Su padre, William White y Morrogh, también firmaba a veces con el apellido en español y en inglés, aunque tendía más a usar la forma completamente hispanizada. En 1771 se casó con María Gertrudis Crespo y Neve. Fue vicecónsul y único representante de Inglaterra en Sevilla.
Sus padres eran personas profundamente religiosas. Durante muchos años, su padre iba a cuidar enfermos al hospital, lo que le llevó dos veces a estar a punto de morir por haberse contagiado. Todos los domingos iba a confesarse, acompañado de su hijo José María, al convento de San Pablo de los dominicos, donde dos veces al mes se confesaba también José María, quien lo consideraba una experiencia desagradable.

## Biografía
José María Blanco y Crespo, el primogénito, nació en 1775 y fue bautizado en la iglesia de Santa Cruz. Tuvo como hermanos a: Ana María, que falleció de niña; Teresa, que entró en el convento de Santa María de las Dueñas; María de la Salud Fernanda, que entró en el convento de Santa María de las Dueñas primero y luego en el convento de Santa María de los Reyes; Guillermo, que también murió en la infancia; y Fernando, que sería militar.
En 1781 Blanco presenció la muerte por garrote vil y la posterior quema de una mujer ciega llamada Dolores López por parte de la Inquisición.
Hacia 1782 leyó Las aventuras de Telémaco de Fénelon, lo que le indujo a dudar sobre la religión:

[...]Telémaco de Fénelon, que mi padre tenía en su pequeñísima colección de libros -no llegaban ni a media docena-. Lo había leído tantas veces a mis seis o siete años de edad que casi me lo sabía de memoria. El efecto que produjo en mi imaginación fue poderosísimo, pero su influencia no se limitó a esta facultad. Es un hecho curioso que mi primera duda sobre la verdad del cristianismo se originara con la lectura de aquel libro poco antes de que cumpliera los ocho años.

Me acuerdo perfectamente de todos los pormenores de aquella duda pasajera, y de cómo especialmente me encantaban las descripciones de los sacrificios ofrecidos a los dioses. También me sentía muy identificado con los principales personajes de la historia, y la diferencia entre su religión y la mía me sorprendió extremadamente, hasta el punto de que mi admiración por su sabiduría me sugirió la cuestión de cómo podíamos estar tan seguros de que estaban equivocados aquellos que daban culto a su religión de tal manera y no nosotros.

Tras esto se confesó del pecado de dudas contra la fe con su confesor dominico, que le absolvió y le recomendó que no se preocupase de esas cosas.
Otras lecturas de las que disfrutó en su infancia fueron Las mil y una noches y El Quijote.
En 1783 pasó a acudir diariamente a la oficina del negocio familiar, donde se le enseñó a hacer cuentas. También se dedicó a copiar la correspondencia. Aquí aprendió suficiente inglés como para comunicarse con el resto de los empleados, que eran todos irlandeses.
En 1785, por insistencia de su madre, se le puso un preceptor de latín. Durante su infancia, su tío Thomas Cahill le enseñó a tocar el violín.
Como aborrecía el trabajo de comerciante, en 1787 manifestó que quería ser sacerdote, para lo cual hay que estudiar Filosofía y Teología. En 1789, como persistía en esta idea, le hicieron comenzar los estudios de Filosofía en el Colegio de Santo Tomás, de los dominicos.
En 1790, por determinación de su madre, se sometió a la Primera Tonsura en la iglesia del convento de San Pedro de Alcántara. Con esto entraba en estado clerical y se veía obligado por la ley canónica a rezar el oficio del día señalado en el Breviario, lo que le llevaba más de una hora y cuarto al día y le parecía una labor muy pesada. Dejó de hacerlo a los 27 años cuando, por un tiempo, dejó de creer en el cristianismo. Además, durante buena parte de su juventud, su confesor le recomendó que emplease una hora al día en la meditación, lo que también le parecía muy duro.
En 1790 leyó obras del benedictino Benito Jerónimo Feijoo, que se encontraban en la casa de su tía y madrina Ana Gabriela Blanco. Le supusieron un gran revulsivo intelectual.
En 1790 continuó sus estudios de Filosofía en la Universidad de Sevilla. Ese curso conoció a un estudiante de Teología llamado Manuel María del Mármol, que se convirtió en su tutor particular.
En 1791 obtuvo el bachillerato en Filosofía. Entre 1791 y 1792 comenzó con el estudio de la Teología en esta universidad. Entre sus compañeros estaba Manuel María de Arjona, que tomó la decisión de mejorar la educación universitaria pública mediante lecturas y discusiones. Él y un par de compañeros suyos fueron los escogidos. Comenzaron a estudiar Retórica con Quintiliano, pero dos de los alumnos se aburrieron posteriormente y solo quedaron Arjona y Blanco, que se hicieron amigos.
Arjona leía muchos libros en francés y le recomendó a Blanco que aprendiese ese idioma. Gracias a varios libros, pudo aprender a escribir en francés correctamente durante su estancia en España, aunque no llegó a saber hablarlo. Posteriormente, Arjona le recomendó que aprendiese italiano, y también se animó a hacerlo con diversas obras, aunque su conocimiento de esta lengua no llegó a ser tan profundo.
Durante su estancia en la universidad se relacionó con dos estudiantes de Teología, Félix José Reinoso y Alberto Lista, que presentó a Arjona. A partir de 1792 se reunían para charlas literarias. A estas se sumó el poeta José María Roldán. En este contexto se fundó en 1793 la Academia de Letras Humanas de Sevilla. Blanco y Lista se incorporaron oficialmente a la misma en 1794 y Arjona en 1795, a propuesta de Blanco. Entre 1796 y 1797 las sesiones se celebraban en la casa del joven Blanco. Otro de los asistentes a esta academia fue Justino Matute y Gaviria. En este entorno, Blanco usó el seudónimo de Albino. En la academia, se convocaban concursos de poética y retórica sobre temas sacros y profanos y el encargado de juzgar era Juan Pablo Forner. El primer texto en prosa escrito por Blanco fue en el seno de esta academia y se titulaba Censura de la oración que, en alabanza a la Inmaculada Concepción de Nuestra Señora leyó en la Academia de Letras Humanas de Sevilla don Félix José Reinoso el día 8 de diciembre de 1794, presentado en 1795. En 1799 Reinoso ganó un concurso de esta academia con su obra La inocencia perdida. Otras obras de Blanco leídas en el seno de esta academia son A Carlos III, restablecedor de las Ciencias en España (1795), Oda pidiendo a Apolo que restablezca sus altares en Sevilla (1796) y Oda a las musas (1796). Esta academia fue disuelta en 1801.
En aquel entonces, los mejores estudiantes de la universidad frecuentaban el Oratorio de San Felipe Neri. Blanco empezó a acudir y escogió como confesor a un filipense. Frecuentemente, tocaba el violín en el oratorio junto con músicos profesionales, que no cobraban por este servicio.
En 1793 obtuvo la licenciatura en Filosofía.
En 1794 recibió las cuatro órdenes menores en la iglesia del convento de San Pedro de Alcántara.
En 1794 se trasladó, con la familia Pastoriza, a pasar un mes en Sanlúcar de Barrameda. Una de estas semanas la pasaría en la ciudad de Cádiz. Después de esto, empezó a sentirse menos dispuesto al sacerdocio. Sin embargo, puso remedio a esto realizando en Sevilla, con el filipense Teodomiro Díaz de la Vega, los Ejercicios Espirituales de san Ignacio de Loyola.
En 1795 publicó su primer texto, una traducción del latín de Alexis, del jesuita alemán Andrés Triz. Ese mismo año viajó nuevamente a la ciudad de Cádiz, a visitar a sus parientes, y volvió de nuevo con dudas sobre su futuro como sacerdote. Por esta época su hermana María de la Salud Fernanda, que había entrado con seis o siete años en el convento de Santa María de las Dueñas, se salió a los diecisiete años y regresó al hogar familiar. Poco antes, Teresa había entrado en ese mismo convento.
En 1796 obtuvo el grado de bachiller en Teología. Ese mismo año, recibió el subdiaconado en la iglesia del convento del Espíritu Santo.
En 1797 publica algunas de sus obras en Poesías de una Academia de Letras Humanas junto a las de Lista y Reinoso, incluyendo dos odas suyas la Inmaculada Concepción escritas en 1794 y 1795.
La Real Sociedad Económica de Amigos del País de Sevilla, fundada en 1775, se encontraba en 1797 en estado de decaimiento. Arjona hizo elegir para ella a gente de su grupo, como Blanco.
En 1798 fue admitido como colegial con beca teóloga en el Colegio de Santa María de Jesús de Sevilla y, según la costumbre de los colegiales desde la separación de la Universidad de Sevilla del citado colegio en 1769, se licenció en Teología en la Universidad de Osuna.
En 1798 escribió su égloga El mesías y el canto didáctico La belleza.
En 1798 se enamoró de una joven viuda de Sevilla. Sus padres, conocedores de la situación, lo enviaron a Cádiz con su amigo Eduardo Adrián Vacquer para separarlo de la joven. Estuvo allí seis meses.
Un comerciante francés establecido en Sevilla, que estaba indispuesto contra Inglaterra, solicitó al gobierno francés que actuase contra el vicecónsul inglés de Sevilla y el gobierno francés consiguió que el gobierno español desterrase a su padre a setenta u ochenta millas de la costa el 6 de febrero de 1799. Las autoridades locales le dijeron que obedeciese la orden para, tiempo después, instalarse en algún pueblo cercano a Sevilla, donde dijeron que no lo molestarían. Sucedió que, aquel año, José María tenía que ir a Olvera, en la sierra de Cádiz, para informar a su colegio de la limpieza de sangre de un candidato. Un sacerdote, pariente de su madre, era párroco en Cañete la Real, en las estribaciones de la serranía de Ronda, y el padre decidió acompañar en el viaje a José María y quedarse luego en casa de este pariente. La madre y la hermana se instalarían en Alcalá de Guadaíra, provincia de Sevilla, donde se les uniría el padre poco después.
El 21 de diciembre de 1799 fue ordenado sacerdote. Ejerció frecuentemente de confesor, sobre todo en el convento de Santa Inés. En el año 1800 entró como miembro en la Escuela de Cristo de la Natividad.
Entre 1799 y 1800 se produjo un desbordamiento del río Guadalquivir que inundó las habitaciones de la planta baja del colegio. En 1800 fue ascendido a rector. Ese verano, Blanco y la servidumbre eran los únicos residentes en el colegio. Se produjo una epidemia en la ciudad de fiebre amarilla y Blanco enfermó. Todos los sirvientes murieron menos el portero. Blanco se trasladó entonces lejos de ese ambiente insalubre a vivir con su familia a Alcalá de Guadaíra hasta el 31 de diciembre. El 1 de enero de 1801 traspasó el cargo de rector a un sucesor.
En febrero de 1801 se trasladó a Cádiz a presentarse a un concurso para ser canónigo de la catedral. Finalmente, el escogido fue Antonio Cabrera y Corro.
Al llegar a Sevilla, se presentó a un concurso para ser capellán magistral de la capilla Real de la catedral. En el siglo XIII, Fernando III de Castilla había fundado esta capellanía con un deán y doce capellanes. Blanco obtuvo el puesto y, el 15 de agosto de 1801, Carlos IV firmó el título en el Palacio Real de La Granja de San Ildefonso.
Ese mismo año fue nombrado académico de la Real Academia Sevillana de Buenas Letras, donde leyó sus Reflexiones sobre la belleza universal.
Su hermana Teresa María murió en el convento de las Dueñas en 1802, lo que amargó profundamente a Blanco.
En un acto en la capilla Real con motivo del día de san Fernando de 1802 con la Brigada Real de Carabineros, que tenían a este como patrón, dio un sermón contra el escepticismo religioso que fue muy aplaudido y la brigada lo mandó imprimir para su propio uso. Se conserva un ejemplar en la biblioteca de la Real Academia Sevillana de Buenas Letras.
En 1802 conoció a un eclesiástico retirado, que era profundamente anticristiano, y que puso a su disposición una biblioteca de libros franceses prohibidos por la Inquisición.
En 1803 leyó en la Real Sociedad de Amigos del País una oda llamada El triunfo de la beneficencia, diciendo que ella remedia todos los males de la sociedad y es la fuente de los más dulces placeres.
En 1803 fue propuesto como nuevo censor del periódico Correo de Sevilla por sus promotores, amigos íntimos suyos encabezados por Justino Matute. Se trataba de una estrategia para tener una censura permisiva. Sin embargo, las autoridades no lo permitieron porque el procedimiento no fue realizado legalmente. En este periódico colaboraron muchos antiguos miembros de la Academia de Letras Humanas. Blanco publicó poemas aquí entre 1804 y 1807 firmando como Albino, A. L. B. N. o Alfesibeo.
María de la Salud Fernanda entraría en 1803 en el convento de Santa María de los Reyes, generando una profunda desazón en Blanco.
En 1803 visita a su amigo Arjona, que era canónigo en Córdoba. Volverá a visitar Córdoba en abril de 1805.
Entre 1803 y 1805 dio clases de Elocuencia y Poesía en la Real Sociedad Económica de Amigos del País de Sevilla.
En 1804 tuvo una polémica sobre el poema La inocencia perdida (1799) de Reinoso con el periodista Manuel José Quintana. Blanco publicó su postura en una revista de Madrid y esto supuso el primer contacto entre ambos.
En 1805 escribió Los placeres del entusiasmo, donde habla sobre los años juveniles, del universo "cubierto de tristeza", de la hermosura, de la armonía y de las deidades. Fue publicada en el Correo de Sevilla en 1806.

### En Madrid
Entre 1802 y 1805 se planteó emigrar. Se propuso irse a Estados Unidos, pero luego cambió de parecer y decidió marchar a la villa y corte de Madrid. Entre el 26 de octubre y el 24 de noviembre de 1805 visitó esa ciudad y luego regresó a Sevilla. Fue una primera toma de contacto para ver sus posibilidades, hacer amigos y conocer a escritores. En enero de 1806 se trasladó a vivir definitivamente a Madrid. Allí empezó a acudir a una tertulia celebrada en la casa del poeta Manuel José Quintana. Blanco escribió una Elegía a Quintana y, hasta 1809, le tuvo como un referente a la hora de labrar su propia personalidad.
Se trasladó a Salamanca entre el 8 de agosto y el 3 de septiembre de 1806 porque una regulación del gobierno exigía que se pidiese una licencia real para residir en la corte y había que hacerlo desde fuera de ella. Se granjeó la confianza del obispo Tavira y de Juan Meléndez Valdés y se le concedió un permiso por un año, sin cobrar sus rentas.
A mediados de 1806 se fundó el Real Instituto Militar Pestalozziano. El político Manuel Godoy puso a cargo del mismo a Francisco Amorós, un futuro afrancesado. Blanco entró en contacto con Amorós y frecuentaba conciertos musicales que se daban en su casa. A mediados de 1807 Amorós nombró a Blanco catequista del instituto y quedó incorporado a una Comisión de Literatos que asesoraba a la institución. Este puesto no era remunerado, pero le posibilitaba obtener una real orden para residir indefinidamente en la corte y otra para que la capilla Real de la catedral de Sevilla volviese a pagarle sus rentas. Blanco contribuyó, al menos, con cuatro obras a esta comisión. La tercera de ellas fue publicada en Madrid en 1807 y se titula Discurso sobre si el método de enseñanza de Enrique Pestalozzi puede apagar el genio y especialmente el que se requiere para las artes de Imitación.
En octubre de 1807 se pensó en él como nuevo preceptor del infante Francisco de Paula, señal de que se había ganado el apoyo de Godoy. Sin embargo, no fue escogido.
Blanco estuvo en el Instituto Pestalozziano hasta el cierre del mismo por poco éxito y gran coste, en enero de 1808, pero logró renovar su permiso para permanecer en la corte por un año más gracias a la mediación de Godoy. Sin embargo, se quedó sin rentas.
En enero de 1808 escribió La Verdad, en honor a Godoy. En marzo tuvo lugar el motín de Aranjuez, que motivó la caída de Godoy. Los amigos de Blanco se alegraron, pero él no, dado el favor recibido.
En Madrid se encontró con una mujer enferma y depauperada llamada Magdalena Esquaya, a la que dice haber ayudado. En 1808 la dejó embarazada. Su hijo, Fernando, nació el 7 de enero de 1809, aunque él no supo de su existencia en aquel entonces.
En marzo de 1808 las tropas francesas invadieron Madrid. El 2 de mayo los ciudadanos de Madrid se levantaron contra los franceses, produciéndose como represalia fusilamientos. Blanco White fue testigo y narra su vivencia en una carta del 25 de julio de 1808. Habla del capitán de artillería Luis Daoiz como "paisano y amigo mío" y define los fusilamientos como "el hecho más negro que ha manchado el nombre francés a lo largo de su campaña de conquista".
El 6 de junio José Bonaparte fue proclamado rey de España. En ese instante meditó hacer lo que habían hecho la mayor parte de partidarios de Godoy: afrancesarse.

### Regreso a Sevilla y participación en elSemanario Patriótico
En Sevilla se había organizado una junta el 27 de mayo de 1808. El 6 de junio, la junta sevillana, bajo la presidencia de Francisco de Saavedra, emitió la Declaración de Guerra al Emperador de Francia, Napoleón I. Blanco, al enterarse de que Sevilla se había rebelado contra los franceses, decidió ir a su ciudad natal y unirse.
El 15 de junio de 1808 salió de Madrid con destino a Sevilla, a donde llegó a principios de julio. Se dirigió a donde se reunía la junta, el Alcázar, donde fue recibido por su presidente, Francisco de Saavedra. Este le hizo tomar asiento entre los miembros de la misma.
Su hermano Fernando se alistó en junio de 1808 al ejército español para luchar contra los franceses. En noviembre fue hecho prisionero tras la Batalla de Somosierra y fue enviado a Francia. Allí pasó más de cinco años, hasta que consiguió fugarse.
El 25 de septiembre de 1808 se creó la Junta Suprema Central con representantes de las juntas de todas las provincias. Esta Junta tuvo su sede en el municipio madrileño de Aranjuez, aunque en diciembre de 1808 esta sede se trasladó a Sevilla. También llegaron a esta ciudad Manuel José Quintana y su círculo de escritores que se reunían, junto con oficiales subalternos de las secciones y comités de la Junta Central, en las dependencias de la Junta Central, conformando la llamada Junta Chica. Blanco se integró en la Junta Chica.
A finales de 1808 Blanco escribió dos poemas, una Oda a la Junta Central y una elegía dedicada a una sangrienta batalla, que posiblemente sea la Batalla de Bailén. Se transformó en un escritor patriótico y, pocos meses después, también revolucionario.
El inglés Henry Richard Vassal Fox, lord Holland, realizó un tercer viaje a España en 1808 y se instaló en el palacio de las Dueñas de Sevilla, donde organizó una tertulia a la que no faltaban Quintana, Arjona, Tapia, Capmany, Alea, Escosura, Arriaza, Jovellanos y Blanco. Lord Holland intentó que los políticos de la Junta instaurasen un sistema parecido al británico. Lord Holland y el escocés John Allen intentaron influir particularmente sobre Jovellanos, aunque también sobre Quintana y Blanco.
Quintana fundó en septiembre de 1808 en Madrid el Semanario Patriótico. El gobierno quiso que el proyecto continuase en Sevilla. En mayo de 1809 empezó a publicarse en esta ciudad. Quintana escogió a Isidoro de Antillón y Marzo para encargarse de narrar la historia de lo que estaba ocurriendo y a José María Blanco para narrar la parte política.
Blanco se volvió muy crítico con la Junta Central, pensando que demoraban la convocatoria de unas Cortes. En su autobiografía dice:

Desde el mismo comienzo de la revolución se había hablado insistentemente de la necesidad de convocar las Cortes españolas, pero no había duda de que la Junta Central se oponía secreta pero decididamente a esta medida, aunque era también evidente que la opinión pública la obligaría a ceder. Posponer el día aciago fue siempre la norma política de aquel grupo de hombres egoístas e imbéciles, a los que la casualidad o la intriga había llevado al gobierno del país en tiempos difíciles. Aun el mismo Jovellanos (de quien me es imposible no hablar con respeto) se dejaba arrastrar por unos recelos profundamente asentados hacia todo lo popular. Él quería restaurar las Cortes, pero más como pieza de museo, con ropajes del siglo quince, que como cuerpo efectivo de gobierno.

El 15 de abril de 1809 la Junta decidió la convocatoria de Cortes Generales. Hubo un debate entre sí la representación nacional debía realizarse por estamentos o por individuos-ciudadanos. El 22 de mayo la Junta publicó un decreto ambiguo en este sentido, que a Blanco le pareció decepcionante. En una carta enviada el 30 de mayo a lord Holland, juzgó que los diputados que se convocasen por medio de este decreto no representarían a la nación, sino a los nobles, los obispos y los ayuntamientos "de acuerdo al antiguo estilo corrupto" y que la comisión para las Cortes estaría formada "por los mayores enemigos de nuestros derechos [...] excepto Jovellanos".
La Junta Central no podía tolerar los artículos políticos de Blanco, que propugnaban un cambio radical de régimen, ni los de Antillón, que daba a conocer la desastrosa campaña del ejército nacional contra los franceses.
Para librarse de la publicación sin prohibirla, Martín de Garay, secretario general de la Junta Central, informó a Antillón que debía dejarla y ocuparse de la dirección de la Gazeta del Gobierno. Blanco quería continuar con el periódico con la ayuda de Alberto Lista, pero la Junta Central dio la orden a Quintana de eliminar la parte política. Blanco no estuvo dispuesto a cambiar la publicación. En septiembre de 1809 se puso fin al periódico. Blanco escribió el artículo de despedida, en el que decía:

Cuando empezamos este trimestre ya preveíamos que el Semanario podía encontrar obstáculos insuperables en su continuación, y aún tuvimos que arrastrar a algunos para no abandonarlo desde luego. Las circunstancias se han ido después complicando [...] Cedamos, pues, a las circunstancias, nuestros amigos [...] sufrirán mejor que se interrumpa otra vez el Semanario que verlo mudado en otra cosa que lo que hasta ahora ha sido.

El cierre del Semanario Patriótico fue una victoria de los conservadores que pronto se volvió en su contra, porque desprestigió a la Junta Central ante la opinión pública más concienciada y porque surgieron otros periódicos más críticos aún, que la Junta Central no controlaba.
En octubre de 1809 Jovellanos quiso que él fuese uno de los que ayudasen en materia de legislación, con la responsabilidad de hacer estudios y preparativos para la convocatoria de las Cortes. Blanco lo consideró inútil y rechazó el cargo.
La Junta Central encargó informes a las universidades sobre cómo había de ser la representación nacional. El informe de la Universidad de Sevilla fue encomendado a Blanco y a un abogado llamado Francisco de Paula Soane Rodríguez. Soane dejó que Blanco escribiese en solitario el documento, titulado Dictamen de la Universidad de Sevilla sobre el modo de reunir las Cortes de España. Fue extendido el 7 de octubre de 1809. En esta obra se reitera en lo dicho en el Semanario Patriótico y manifiesta sus convicciones democráticas.
Blanco y Soane pidieron a la Inquisición que les permitiese consultar los libros prohibidos que almacenaba en el castillo de San Jorge, pensando en que, dado el ambiente revolucionario, el público no toleraría una negativa. La Inquisición se lo permitió.
En noviembre de 1809 tuvo lugar la derrota española en la Batalla de Ocaña, tras la cual los franceses avanzaron por el valle del Guadalquivir. Los miembros de la Junta Central se trasladaron el 23 de enero a la Isla de León, en una parte de la bahía de Cádiz que hoy ocupa la ciudad de San Fernando.
Sus amigos decidieron permanecer en España, donde se convirtieron con el tiempo en líderes de las Cortes y de la prensa, pero Blanco decidió marcharse a Inglaterra.
Según Blanco, llevaba tiempo pensando en abandonar España, pero sus raíces le ahogaban estos deseos. Ante el avance francés, pudo irse tranquilo porque pensó que su padre prefería que se fuese antes de terminar convirtiéndose en afrancesado y su madre prefería verle marchar antes de que terminase cayendo en manos de la Inquisición.

### Inglaterra

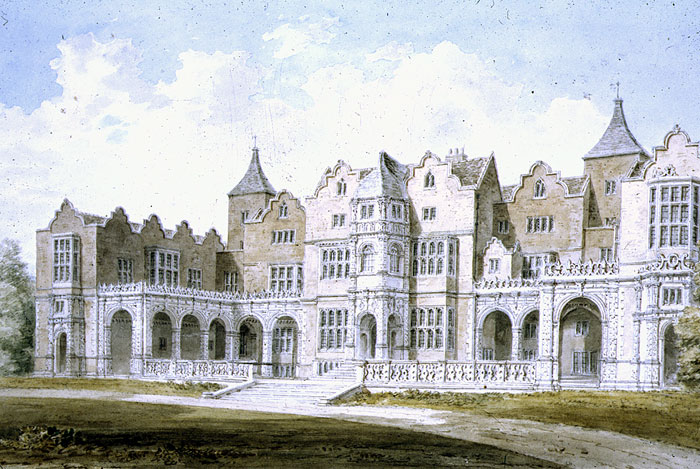
Holland House en un dibujo en 1812. Blanco fue invitado a esta casa con frecuencia y vivió en ella como preceptor entre 1815 y 1817.

Blanco se trasladó a Cádiz, donde tomó el barco Lord Howard el 23 de febrero de 1810, que llegó al puerto de Falmouth el 3 de marzo. Un amigo suyo, el pintor Lascelles Hoppner, al que había conocido cuando visitó Sevilla para estudiar las pinturas de Murillo, le llevó a Londres. Se alojó en el Hotel Fenol, en la actual plaza St. James.
Pronto, se relacionó con John George Children, al que había conocido en una visita que este había realizado a Sevilla. También se relacionó con la familia del general John Moore, un personaje fallecido en Batalla de Elviña en 1809. Este militar fue criticado por la Junta Central pero fue defendido por Blanco tras leer un libro sobre él.
Mantuvo las relaciones con lord Holland, aunque la frialdad de la esposa de este hacia Blanco por haber abandonado su país en tiempos de guerra impidió una relación inicial más estrecha.
Fue a ver al joven diplomático Richard Wellsley, hijo del ministro de Exteriores y sobrino del duque de Wellington. Este no tenía mucha influencia con su padre, por lo que no podía darle un puesto en el ministerio de Exteriores inglés (Foreing Office). Lo que sí que hizo fue aconsejarle la publicación de un periódico en español y le llevó ante librero francés Dulau. Este, a su vez, le remitió al sacerdote francés René Juigné, un exiliado que trabajaba de editor. Juigné se aprovechó de la poca experiencia de Blanco en los negocios para hacerle firmar un contrato poco ventajoso. Tras varias discusiones, Blanco rescindió el contrato con el editor René Juigné en febrero de 1812 y cambió de impresor.
En Inglaterra, hacia 1810, empezó a firmar como Joseph Blanco White.
El 30 de abril de 1810 comenzó a publicar el periódico El Español. Un seudónimo que utilizaba a veces en su periódico era el de Juan Sin Tierra.
El Español pedía apertura comercial, una alianza anglo-española y una reforma política moderada. Estaba a favor de reconocer las juntas americanas, siempre y cuando estas reconociesen al rey de España. Consideraba que la representación de los hispanoamericanos en las Cortes de Cádiz era escasa y pedía una representatividad proporcional. También estaba en contra de reprimir militarmente a los americanos.
El periódico circuló ampliamente por América y tuvo influencia incluso cuando ya había dejado de publicarse. Por ejemplo, Simón Bolívar lo mencionó en su Carta de Jamaica de 1815 y los legisladores que participaron en la redacción de la Constitución de México de 1824 lo consultaron.
El 18 de agosto de 1810 la Regencia española expidió una real orden prohibiendo la circulación en América de este periódico, dado el supuesto apoyo que brindaba a la independencia de los territorios de ultramar. Juan Bautista Arriaza fue enviado por el gobierno español a Londres para defender sus intereses mediante publicaciones y se dedicó a combatir el periódico de Blanco, publicando entre otras cosas El Antiespañol. También sufrió numerosos ataques en los periódicos gaditanos. En la sesión del 24 de mayo de 1811 de las Cortes de Cádiz el diputado Felip Aner d'Esteve pidió que Blanco fuese considerado proscrito con las siguientes palabras:

Yo reconozco en El Español [a] un enemigo de su patria, peor que el mismo Napoleón. [... ] Este hombre, este desnaturalizado español, al abrigo de que la nación no puede castigar sus insultos, lejos de sostener la causa de su patria, contribuye con toda eficacia a que perezca [...]. En estas circunstancias creo que debe haber perdido el derecho de ciudadano español. Por tanto debe ser proscrito para siempre de su patria, puesto que tan descaradamente la insulta.

La embajada británica en Cádiz se subscribió a El Español con 100 ejemplares. Lord Holland se suscribió a muchos ejemplares que difundió entre su círculo. También se subscribieron varias empresas mercantiles con intereses en América. Además, se suscribieron libreros londinenses. Un individuo llamado Antonio Gómez recibió un total de 1 526 ejemplares. Los barcos de la empresa Gordon, Murphy & Co. transportaron gratis ejemplares a sus sedes portuarias en América y prestaron un apoyo a la publicación que fue vital para su supervivencia.
En 1812 el periódico se encontraba en crisis, pero empezó a recibir una subvención de 250 libras al año del ministerio de Exteriores inglés. El 31 de octubre de este año, escribió a su amigo Robert Southey:

sin estar menos agradecido por este beneficio, debo confesar que no me ha dado ese placer sin mezcla que podrían imaginar las personas que conocían mis anteriores circunstancias; no puedo desprenderme de algunos sentimientos que amargan el bien que se me ha hecho. Me están pagando con el dinero del servicio secreto tal como a aquéllos que traicionan a su país, y si esto fuese sabido por mis enemigos, sería para ellos cuestión zanjada que yo haría cualquier cosa por dinero. Preferiría una pensión de cien libras por pasados servicios a cuatro veces ese dinero de este modo. Pero esto sé que no se podría hacer sin exhibirse a la cara del gobierno español.

El ministerio de Exteriores inglés encargó a Blanco la traducción de documentos políticos españoles a partir de septiembre de 1811 y escribir algunos informes sobre América a solicitud del gobierno inglés. Consta que seguía haciendo este tipo de traducciones en octubre de 1814. Esta labor le proporcionó también ingresos económicos. Se conservan unos treinta documentos de este tipo realizados por Blanco.
Las Cortes españolas aprobaron el 10 de noviembre de 1810 el decreto sobre la libertad de imprenta, que eliminaba la censura previa, pero establecía un sistema de tribunales en cada provincia para los que obrasen mal con ella, cuya decisión podría apelarse ante un tribunal nombrado por las Cortes. Blanco, en El Español, criticó el hecho de que hubiese un tribunal nombrado por el poder establecido, ya que lo hacía más fácilmente corruptible y proponía, siguiendo el modelo inglés, un tribunal con jurados elegidos por los ciudadanos. También criticaba que el decreto diera poder a la Iglesia católica para censurar y juzgar las publicaciones realizadas.
A partir de marzo de 1811 El Español empezó a pedir que la Regencia española pasase a estar en manos de un militar enérgico, aún a riesgo de caer en una dictadura, y a mediados de 1812 empezó a pedir que este cargo recayese en manos del militar inglés Wellington.
En lo que respecta a la Constitución de Cádiz de 1812, para Blanco más valía esa constitución que ninguna. Sin embargo, criticó el derecho de veto que tenía el rey sobre las leyes aprobadas por las Cortes, lo que lo convertiría en un personaje odioso ante el pueblo, y propuso que, en vez de eso, y siguiendo el modelo inglés, el rey tuviese el poder de elaborar y aprobar leyes, al igual que las propias Cortes. También creía que la constitución concedía al rey muchas prerrogativas, por lo que el rey probablemente terminaría desprendiéndose de esas normas por completo. Además, criticó que el artículo 12 de la Constitución estableciese la confesionalidad católica del Estado y prohibiese las demás religiones.
Aunque no era habitual que colaborasen con él en El Español, el periódico a veces incluía piezas ya publicadas de otros autores. Tuvo textos del liberalismo moderado y del constitucionalismo histórico como los de Jovellanos, Capmany y Martínez Marina, pero también de liberales radicales como Martínez de la Rosa, Juan Nicasio Gallego y Álvaro Flórez Estrada. Además, se dio voz a absolutistas como el obispo de Orense y José Joaquín Colón. Se publicaron textos de independentistas radicales como Camilo Henríquez, Simón Bolívar y Andrés Bello.
Entre 1811 y 1813 Blanco emprendió una campaña en su periódico contra la trata y la esclavitud. En 1811 tradujo la Carta sobre la abolición del comercio de esclavos de William Wilberforce por petición de un influyente miembro de la Institución Africana.
Se publicaron 47 números de El Español. El último ejemplar se publicó el 30 de junio de 1814.
En 1812 comenzó su Diario. En junio de 1813 fallece su hermana María Fernanda pero la familia, sabedora de cuánto sufrió Blanco al hacerse ella monja, se lo ocultó hasta 1816.
Blanco continuó ayudando a Magdalena Esquaya desde Inglaterra. Supo de la existencia de su hijo hacia 1813 y se lo llevó inmediatamente a Inglaterra, donde fue registrado como Ferdinand White Junior. Magdalena fallecería en 1816.
Su amigo Southey, un anticatólico que pensaba que para ser buen inglés había que ser tory y anglicano, ejerció influencia sobre él a la hora de convertirse al anglicanismo. En junio de 1812 escribió a su familia para pedirle documentos, omitiendo que era para convalidarlos y pasar a ser clérigo anglicano. En mayo de 1814 el obispo anglicano de Londres, vistos los documentos, le dijo que era suficiente con que jurase los treinta y nueve artículos de la Iglesia Anglicana y le reconocería como clérigo. Lo hizo en cuanto terminó con el periódico El Español.
En 1814 recibió en Londres la visita de su hermano Fernando, que había escapado de su cautiverio en Francia. En 1816 Fernando volvió a Sevilla, donde se incorporó al ejército como capitán y, posteriormente, fue nombrado síndico popular en el ayuntamiento, miembro de la Real Academia Sevillana de Buenas Letras, vicecónsul de Bélgica y profesor de la Universidad de Sevilla.
En 1814 publicó de manera anónima y por petición de la Institución Africana su obra Bosquejo del comercio de esclavos: y reflexiones sobre este tráfico considerado moral, política y cristianamente.
Decidió ir a la Universidad de Oxford para perfeccionar sus conocimientos de griego y ampliar los que ya tenía de Teología. En septiembre de 1814 ya se encontraba en Oxford.
En 1815 lord Holland le nombró preceptor de su hijo. Se trasladó a vivir a Holland House, en el barrio londinense de Kensington, pero el ambiente liberal y religiosamente escéptico de la casa chocaba con su religiosidad recuperada y abandonó esta vivienda en 1817.
En 1817 el escritor neoyorkino Washington Irving llegó a Inglaterra. Participó en la tertulia de lord Holland en Londres, donde conoció a José María Blanco White.
En 1817 Blanco publicó anónimamente Observaciones preparatorias sobre el estudio de la Religión.
En 1818 entró en una crisis religiosa. Se propuso escribir un examen total de sí mismo, comenzando White examina a Blanco. En 1819, año también de crisis religiosa, falleció su madre, lo que le afectó profundamente.
Mantuvo amistad con Andrés Bello. Entre 1814 y 1829 hay 25 cartas entre ambos. En 1821 la Sociedad Bíblica Británica y Extranjera publicó una revisión que hicieron Blanco y Bello de la Biblia en español escrita por Felipe Scío de San Miguel. Blanco también revisó a fondo una antigua traducción al español del anglicano Libro de Oración Común, que fue publicada varias veces a partir de 1821.
Con la revolución liberal española de 1820 Blanco recuperó algo de interés y esperanza por España.
Blanco conoció al periodista Thomas Campbell en la casa de lord Holland. En 1820 Campbell fundó The New Monthly Magazine, una revista mensual literaria. Se encontró con Blanco en Ufton, en un momento en que había perdido el interés por la teología, y le encargó colaborar en su revista. Blanco escribió diez cartas para la misma entre abril de 1821 y abril de 1822 bajo el seudónimo de Leucadio Doblado. En 1822 las publicó en el libro Cartas de España con el mismo seudónimo. En 1825 publicó el libro con su nombre real. En Cartas de España, al lado de páginas costumbristas como las descripciones de la Semana Santa, de las corridas de toros y de los espectáculos teatrales, critica acerbamente la intolerancia y el atraso de España. Además hace una crítica en profundidad del catolicismo, lo que lo convierte, junto con Luis Gutiérrez en uno de los pioneros del anticlericalismo contemporáneo español, al dar un paso adelante respecto a los ilustrados españoles que se habían limitado a la crítica al clero, abriendo así un nuevo camino hacia la secularización al valorar la conciencia personal y al afirmar la primacía del individuo sobre la sociedad tan característica del liberalismo del siglo XIX.
En 1825 terminó de traducir Evidencias del Cristianismo de William Paley, aunque cedió esta traducción a José Muñoz de Sotomayor para que la puliera y la firmase como suya. Lo mismo hizo con la obra Compendio de las principales pruebas de la verdad y origen divino de la religión cristiana, publicada en 1826. En la década de 1820 corrigió una traducción española de Un resumen de las principales evidencias para la verdad y el origen divino de la redención cristiana del obispo anglicano Bielby Porteus.
El editor de la Encyclopædia Britannica, Macvey Napier, encargó a Blanco un artículo sobre España para un suplemento de 1824.
En 1825 escribió para la Quarterly Review una crítica sin firmar a la obra Don Esteban, o memorias de un español escritas por él mismo, de Valentín de Llanos Gutiérrez. En ella hace gala de un liberalismo moderado, frente a los jacobinos sectarios que agraviaban al rey. En 1826 Valentín de Llanos, en la misma revista y sin firmar, defendió su patriotismo y acusó al autor de la crítica de ser un recalcitrante servil. Blanco realizó una nueva crítica negativa a una obra de Llanos en 1826, de Sandoval o los francmasones, sobre un héroe masón, acusándole de ver conspiraciones de la Iglesia católica donde no las había.
Por encargo del editor Rudolph Ackermann escribió entre 1823 y 1825 la revista Variedades o Mensajero de Londres, que se difundía por Hispanoamérica. En ella, entre otras cosas, reseña literatura española como El conde Lucanor, La Celestina, los romances viejos y a autores como Jorge Manrique, Lope de Vega y Don Juan Manuel. En esta revista, publicó en varias entregas y con seudónimo su novela Intrigas venecianas o fray Gregorio de Jerusalén. Ensayo de una novela española.
En 1824 su amigo Southey publicó, en defensa del anglicanismo, el Libro de la Iglesia, en la que defendía la completa identificación de la Iglesia con el Estado. El abogado católico inglés Charles Butler escribió para replicarle El libro de la Iglesia católica romana en 1825. Blanco leyó el libro de Butler y publicó ese mismo año Práctica e interna evidencia contra el catolicismo. En esta obra, Blanco dice que los católicos sinceros no pueden ser tolerantes.
Un párroco anglicano, John Duke Coleridge, le recomendó escribir El preservativo del hombre pobre contra el papismo, dirigido a las clases más bajas de Gran Bretaña e Irlanda en 1825. Esta obra buscaba influir en los pequeños propietarios con derecho a voto en favor de los tories. Una mitad de los beneficios de esta obra los cedió la anglicana Sociedad para la Construcción de la Iglesia y la otra a la Sociedad para la Promoción del Conocimiento Cristiano, de la cual formaba parte. Este libro fue publicado en español en el siglo XIX con el título de Preservativo contra Roma y fue muy difundido en España e Hispanoamérica.
Algunas de las primeras obras de Blanco White pueden identificarse con el Prerromanticismo. Sin embargo, posteriormente, él mismo se adscribió al Romanticismo con su obra En defensa del Romanticismo, de 1825. En este texto, a propósito de una crítica al drama María de Padilla de Martínez de la Rosa, ataca la preceptiva neoclásica francesa y se posiciona contra la defensa a ultranza de la obra de Aristóteles que consagraba la sujeción a las reglas de unidad de tiempo, lugar y sujeto, así como la división tajante entre comedia y tragedia que el neoclasicismo instauró durante largo tiempo en la literatura europea.
En 1825 escribiría su poema Noche y muerte, publicado en 1828 en el volumen navideño de The Bijou sin permiso del autor y por iniciativa de Samuel Taylor Coleridge. Este poema tuvo mucho éxito y ha sido traducido al castellano numerosas veces, entre ellas por Alberto Lista y Unamuno. Otras poesías suyas son Cuando oí que me llamaban viejo por primera vez, escrita en marzo de 1826 y publicada en 1829; De mi amor a la poesía sublime, de abril de 1826; y Recuerdos de una noche en el mar, también de 1826.
En lo que respecta a la métrica, los poemas de Blanco en inglés siempre tienen la misma estructura: pentámetros yámbicos dispuestos en forma de pareados. Por otro lado, sus poemas en español son más variados: sonetos, octavas, seguidillas y combinaciones de heptasílabos y endecasílabos.
Dio su primer sermón como clérigo anglicano el 5 de marzo de 1826 en Ufton.
En 1826 fue nombrado maestro de artes honorario por la Universidad de Oxford, a lo que seguiría una membresía en el Oriel College. En el Oriel había un espíritu liberal y reformador liderado por Richard Whately y su entorno, formado por Baden-Powell, Edward Hawkins y R. D. Hampden. También se relacionó en el Oriel con un joven John Henry Newman. Newman, anglicano que se hizo católico en 1845, escribiría en su obra Apologia Pro Vita Sua de 1864 que una conversación con Blanco le llevó a mantener sobre la literatura inspirada por el Espíritu Santo puntos de vista más libres de los que eran habituales en la Iglesia de Inglaterra de entonces.
En 1828 publicó una revista destinada al público inglés, The London Review, pero la revista fracasó en 1829 y solo salieron dos números.
En 1829 Robert Peel, representante de la Universidad de Oxford en el parlamento, renunció a su escaño por defender la ley de emancipación católica y se presentó a una reelección. Blanco, que en un primer momento se había opuesto a esa ley, cambió de opinión y, junto a sus amigos del Oriel, votó a favor de Peel por el peligro de guerra que había en Irlanda si se rechazaba. Los conservadores ingleses, que habían llevado a Blanco a Oxford, le acusaron entonces de traidor. Robert Peel fue derrotado por el evangélico Robert Inglis. Blanco ya era poco fiable para algunos sectores de Oxford, como los evangélicos, pero tras lo de Peel tuvo en contra también a los anglicanos ortodoxos y a los futuros tractarianos. Solo le apoyaba el círculo de Whately.
Durante su última etapa en Oxford, entre 1830 y 1832, escribió una autobiografía. Añadió unas notas a esta obra en diciembre de 1838 y en enero de 1841.

### Irlanda
En 1831 Whately fue nombrado arzobispo anglicano de Dublín. En 1832 este arzobispo le nombró preceptor de su hijo. Para llegar a Dublín hizo una travesía en tren y en barco. Fue la primera vez que montó en ferrocarril y escribió sobre ello un relato infantil llamado Atmos el gigante.
En Dublín, pasó la mayor parte del tiempo en la residencia de la familia de Whately a las afueras de la ciudad, Redesdale. El ambiente religioso en Irlanda le resultó muy desagradable por parte de ambos bandos, el católico y el anglicano. Escribió:

en este país [...] estoy consternado de encontrar a la mayor parte de los protestantes tan intolerantes como los católicos romanos. Pero la violencia partidista en Irlanda es del todo inconcebible. La verdad y la moderación son perfectamente desconocidas para los irlandeses de todos los partidos. No puedo formular la más vaga y remota conjetura de cómo pueda restaurarse la paz en este país. Nada, en verdad, lo podría hacer sino un Diluvio Universal.

En mayo de 1833 empezó a escribir una segunda parte de Cartas de España con el título El sacerdote regresa a España, o segunda parte de las cartas de Doblado. Un diario imaginario, pero no la terminó.
En 1833 el escritor católico irlandés Thomas Moore publicó, en dos volúmenes, Viajes de un caballero irlandés en busca de una religión, donde el personaje principal llega a la conclusión de que la única religión verdadera es la católica. Blanco publicaría ese mismo año una respuesta anticatólica a esa obra con el título Segundos viajes de un caballero irlandés en busca de una religión. Del relato de Blanco se extrae la negación de la infalibilidad papal, que los Padres de la Iglesia no pueden sustituir a las Sagradas Escrituras y que los que apoyaban a la Iglesia católica eran nombrados santos y los que no eran tachados de herejes.
En diciembre de 1834 abandonó el anglicanismo para adscribirse al unitarismo, que niega la Trinidad.

### Regreso a Inglaterra

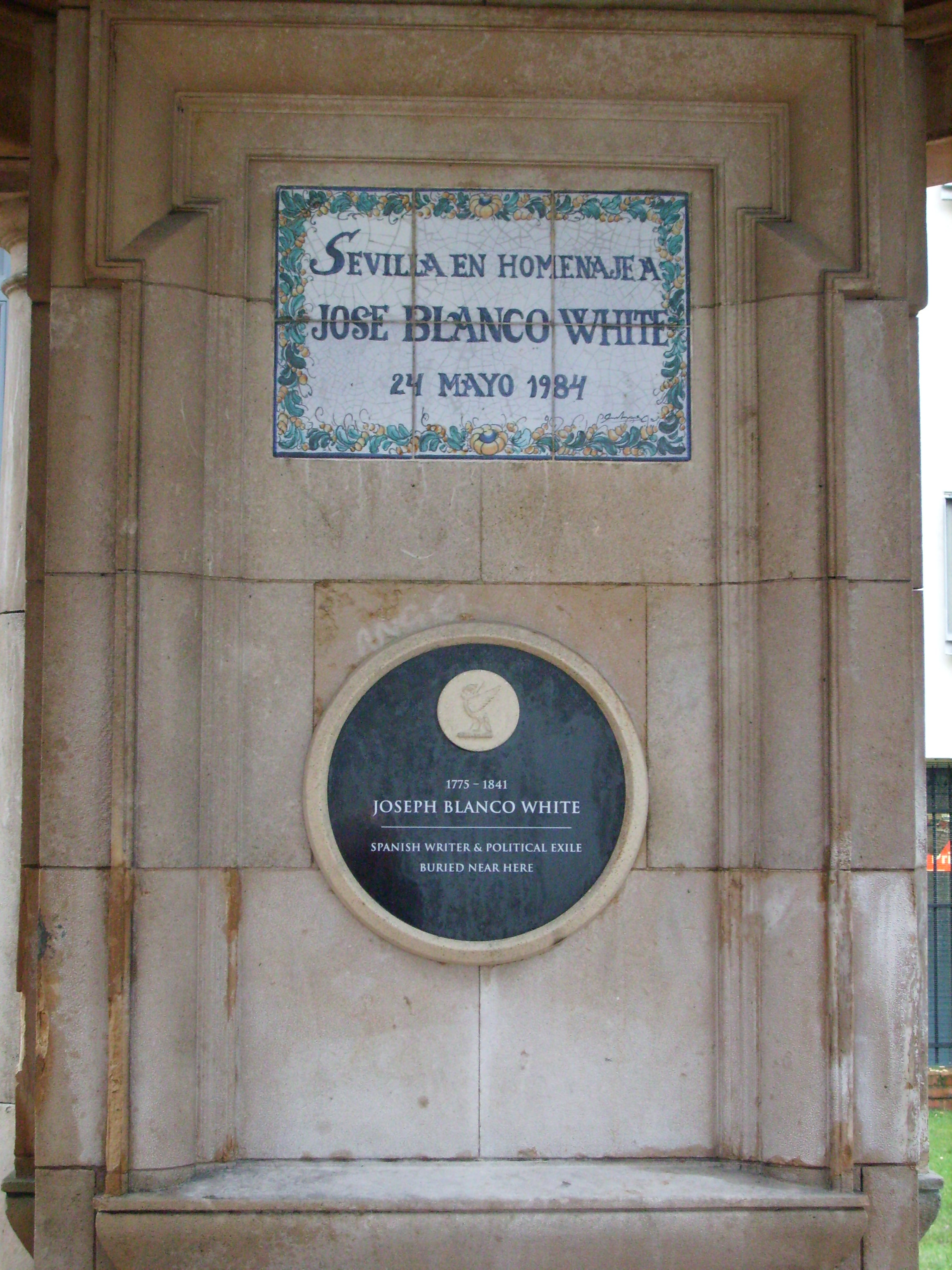
Placas a José María Blanco White en el entorno donde fue enterrado en Liverpool, de 1984.

En 1835 marchó a Liverpool, una ciudad portuaria e industrial donde los unitarios dominaban el espacio religioso. Ese año escribió Observaciones sobre herejía y ortodoxia, donde dice:

Estoy convencido a plena satisfacción, no sólo de que la doctrina de la Trinidad no está en las Escrituras, sino también de que la totalidad de la teología patrística, que ensambla la mayor parte de los treinta y nueve artículos, consiste en especulaciones infundadas que no podrían haber obtenido crédito entre los cristianos sin la ayuda de una falsa filosofía. Yo profeso el cristianismo como unitario, reconociendo un solo Dios en una sola persona, y a Jesús de Nazaret como mi guía hacia su padre, mi padre, su Dios y mi Dios.

En Liverpool escribió de nuevo en revistas, sobre todo en la unitarista The Christian Teacher, donde trató dos de sus temas preferidos: Shakespeare y la educación.
Entre 1839 y 1840 estuvo escribiendo la novela Luisa de Bustamante o la huérfana española en Inglaterra, que dejó inconclusa, y que fue publicada en Revista de Ciencias, Literatura y Artes en Sevilla en 1859.
En 1840 escribió un poema a su sobrino: Al joven D. José Mª Blanco White y Olloqui, su tío paterno. Ese mismo año escribió la silva La persecución religiosa y el soneto La revelación interna.
Los últimos años de su vida se encontró inválido. En febrero de 1841 William Rathbone se lo llevó a su casa de campo en Greenbank, en las afueras de Liverpool, donde le cuidó hasta su muerte, el 20 de mayo de 1841. Fue enterrado en el cementerio de la capilla unitarista de la calle Renshaw de Liverpool, hoy un pequeño jardín público en el centro de la ciudad.

## Posteridad

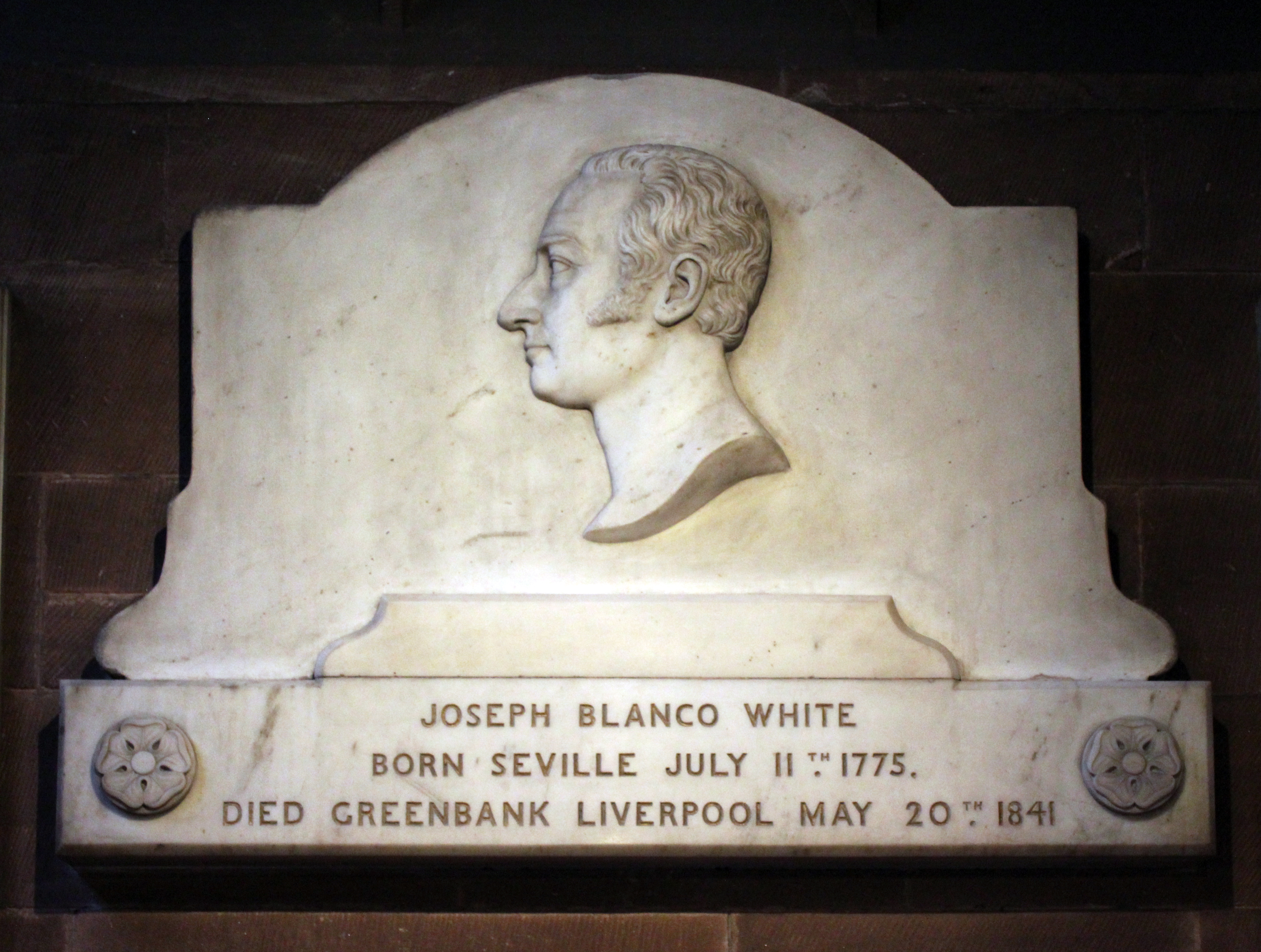
Relieve en memoria de Blanco White en la iglesia unitaria de Ullet Road, Liverpool.

El clérigo unitarista John Hamilton Thom publicó La vida del reverendo Joseph Blanco White, escrita por él mismo; con porciones de su correspondencia en 1845 en tres volúmenes, obra compilada con la ayuda del propio Blanco en el último año de su vida.
La Iglesia española reformada episcopal (anglicana) lo considera uno de sus precursores.
Blanco White ha sido estudiado por diversos académicos, entre los que se encuentran Vicente Llorens, Juan Goytisolo, Antonio Garnica Silva y André Pons.
Hay documentos suyos en la Biblioteca de la Universidad de Princeton.

## Ediciones

### Obras completas
- Obras completas, al cuidado de Antonio Garnica Silva, Granada: Editorial Almed, 2005. 7 vols.

### Obras sueltas
- Life of the Rev. Joseph Blanco White, written by himself, with portions of his "Correspondence", editada por John Hamilton Thom, Londres: John Chapman, 1845, 3 vols. trad. al español como Autobiografía, ed. y trad. de Antonio Garnica Silva, Universidad, 1975.
- Obra poética completa, ed. de Antonio Garnica Silva y Jesús Díaz García, 1994.
- El Español (1810-1814), periódico de Londres. Hay edición moderna en papel en las Obras completas y digital en la Hemeroteca de la BNE (véase más abajo).
- Bosquejo del comercio de esclavos y reflexiones sobre este tráfico considerado moral, política y cristianamente, Londres, 1814 (publicada anónima)
- Letters from Spain, Londres, 1822. Hay traducción moderna, Cartas desde España, ed., introd. trad. y notas de Antonio Garnica Silva, Madrid: Alianza Editorial, 1972.
- Practical and internal Evidence against Catholicism, 1825.
- Observations on Heresy and Orthodoxy. Londres: J. Mardon, 1839.
- Luisa de Bustamante, o la huérfana española en Inglaterra, 1840
- José María Blanco White. Antología de obras en español Edición de Vicente Lloréns. Barcelona, Editorial Labor, 1971
- Obra inglesa de José María Blanco White, con un prólogo de Juan Goytisolo. Barcelona, Editorial Seix Barral, 1974
- Night and Death-El mejor soneto del idioma, con veinticuatro traducciones al español del conocido soneto, estudios de Martin Murphy, Antonio Garnica y Jesús Díaz, introducción de Antonio Molina Flores. Córdoba, Editorial Berenice, 2012. ISBN 978-84-15-44106-9